# Scatophila conifera
Scatophila conifera är en tvåvingeart som beskrevs av Sturtevant och Wheeler 1954. Scatophila conifera ingår i släktet Scatophila och familjen vattenflugor.
Artens utbredningsområde är Kalifornien. Inga underarter finns listade i Catalogue of Life.